# Истребитель демонов (2-й сезон)
«Истребитель демонов» (яп. 鬼滅の刃 Кимэцу но яиба, досл. «Клинок, уничтожающий демонов», также широко распространён вариант перевода «Клинок, рассекающий демонов») — аниме-сериал, основанный на одноимённой серии манги автора и художника Коёхару Готогэ. Второй сезон адаптировал тома с седьмого по одиннадцатый (главы 55—97) и был разделён на две сюжетных арки. Первая из них, «Истребитель демонов: Поезд „Бесконечный“», являющаяся семисерийной рекомпиляцией одноимённого аниме-фильма с новой музыкой и новым оригинальным эпизодом, выходила с 10 октября по 28 ноября 2021 года. Вторая часть под названием «Истребитель демонов: Квартал красных фонарей», состоящая из 11 эпизодов, выходила в эфир с 5 декабря 2021 года по 13 февраля 2022 года. Режиссёром сезона выступил Харуо Сотодзаки, дизайнером персонажей — Акира Мацусима, а над анимацией работала студия Ufotable; все актёры и съёмочная группа из первого сезона и фильма остались прежними.
Заглавной темой арки «Поезд „Бесконечный“» стала песня «Akeboshi» (яп. 明け星 Акэбоси, «Утренняя звезда»), а окончательной — «Shirogane» (яп. 白銀 Сироганэ, «Серебро»), обе в исполнении певицы LiSA. Окончательной темой седьмого эпизода стала песня «Homura» (яп. 炎 Хомура, «Пламя»). Во вступительных титрах «Квартала красных фонарей» играет композиция «Zankyō Sanka» (яп. 残響散歌 Дзанкё: санка, «Песнь эха»), а в финальных — «Asa ga Kuru» (яп. 朝が来る Аса га куру, «Рассвет»), обе они исполнены певицей Aimer.
Компания Aniplex of America получила лицензию на показ за пределами Азии и выпустила его на Funimation и Crunchyroll. Muse Communication владеет правами на трансляцию в странах Юго-восточной Азии и Южной Азии; там сериал выходил на таких сервисах, как iQIYI, Bilibili, WeTV, Viu, Netflix и Disney+.

## Список серий
| Поезд «Бесконечный» |    |                                                                                   |                                 |                                  |                 |        |
| 27 | 1  | Пламенный столп, Кёдзюро Рэнгоку «Эн басира Рэнгоку Кё:дзюро:» (炎柱・煉󠄁獄杏寿郎) | Синъя Симомура                  | Такаси Сухара                    | 10 октября 2021 | 10,0 % |
| Пламенному столпу Кёдзюро Рэнгоку поручают поиски неуловимого демона, орудующего в небольшом городке. Считая, что тот демон как-либо связан с исчезновением сорока пассажиров на поезде «Бесконечный», он намеревается найти его и убить. Он знакомится с двумя девушками, торгующими бэнто, и предупреждает их о возможном присутствии демонов, а после находит сам поезд. Узнав, что поезд собираются возвращать на рельсы, столп встречает ответственного за убийства демона. Обозлившись на его человечность, демон решает отыскать торговок бэнто и сбегает. Кёдзюро быстро настигает и убивает его, спасая торговок; это напоминает старшей из них о том, как её много лет назад спас от смерти бывший пламенный столп. Поняв, что демон слишком слаб для такого числа убийств, Кёдзюро садится на поезд «Бесконечный» и начинает своё расследование. |    |                                                                                   |                                 |                                  |                 |        |
| 28 | 2  | Глубокий сон «Фукай нэмури» (深い眠り)                                            | Тосиюки Сирай                   | Такахиро Миура                   | 17 октября 2021 | 8,0 %  |
| Тандзиро, Дзэницу и Иноскэ встречают Кёдзюро на поезде «Бесконечный». Когда столп вводит их в курс дела, они сталкиваются с двумя скрывающимися на борту демонами и воочию наблюдают впечатляющие навыки Кёдзюро. Позднее ночью все четверо истребителей засыпают, и Тандзиро снится сон о его воссоединении со своей умершей семьёй. Они попали под воздействие Магии крови Эмму, первой старой луны из Дюжины бесовских лун. Демон смешал свою кровь с чернилами на билетах пассажиров, позволяя себе осуществить свой план, не привлекая лишнего внимания. Пока Тандзиро засыпает всё глубже, Эмму радуется тому, что спящие могут уже не проснуться. |    |                                                                                   |                                 |                                  |                 |        |
| 29 | 3  | Будь всё правдой «Хонто: нара» (本当なら)                                         | Масаси Такэути                  | Такахиро Миура                   | 24 октября 2021 | 7,0 %  |
| Пока истребители спят, Эмму приказывает четверым страдающим бессонницей пассажирам привязать к своим и к их кистям рук верёвки, заснуть и проникнуть в их сны. Вооружённые изготовленным из его кости шилом, они должны найти и уничтожить ядра их сознаний, чтобы таким образом убить их. Вторгшаяся к Кёдзюро девушка находит его ядро, но его чрезвычайно сильная душа останавливает её в реальном мире. Нэдзуко, не попавшая под воздействие Магии крови Эмму, выбирается из своего ящика и пытается разбудить Тандзиро. Хотя это ей сделать не удаётся, она предупреждает брата, что тот спит и находится в ловушке. Пытаясь разбудить себя, Тандзиро достаёт свою катану и разрезает себе шею, чтобы заставить себя прийти в сознание. |    |                                                                                   |                                 |                                  |                 |        |
| 30 | 4  | Порочащий честь «Будзёку» (侮辱)                                                  | Масаси Такэути                  | Такахиро Миура                   | 7 ноября 2021   | 6,4 %  |
| Вторгшийся в сон Тандзиро мужчина оказывается в его подсознании. Фикции его души проводят его до ядра, но тот смягчается, не желая ранить столь чистую душу. Тандзиро просыпается и замечает, что его союзники спят глубоким сном. Нэдзуко сжигает верёвки на руках истребителей, будя пассажиров. Они нападают на Тандзиро, который выводит их из строя. Тандзиро щадит своего пассажира, поняв, что он болен туберкулёзом и в отчаянии. Дзэницу и Иноскэ разбудить не получается, и тогда Тандзиро приказывает Нэдзуко защищать пассажиров, а сам взбирается на крышу поезда, где встречает Эмму. Он нападает на первую старую луну, которая периодически выводит его из сознания. Однако это на него не влияет из-за знания о том, что для пробуждения нужно совершить самоубийство, и он обезглавливает демона. Эмму не обращается в пепел и злорадно сообщает, что стал одним целым со всем поездом. Иноскэ просыпается и помогает Тандзиро в борьбе с демоном. |    |                                                                                   |                                 |                                  |                 |        |
| 31 | 5  | Вперёд «Маэ э!» (前へ！)                                                          | Тосиюки Сирай                   | Такахиро Миура                   | 14 ноября 2021  | 5,7 %  |
| Иноскэ и Тандзиро пытаются бороться с Эмму внутри поезда, но всё тщетно из-за способности Эмму к регенерации. Нэдзуко вступает в битву и едва не терпит поражение, пока не появляется Дзэницу. Кёдзюро наконец присоединяется к битве и так сильно ранит Эмму, что тот прекращает атаку. Столп рассказывает Тандзиро о своём плане; он сам, Дзэницу и Нэдзуко будут защищать пассажиров, в то время как Тандзиро и Иноскэ отправятся на поиски настоящей шеи Эмму. Они обнаруживают её в локомотиве поезда, но несмотря на постоянное разрезание кабины, Эмму продолжает восстанавливать защищающую его плоть. Защищая демона, машинист ранит Тандзиро в живот. Тем не менее, Тандзиро собирается с силами и при помощи Иноскэ открывает хребет Эмму. Он использует технику танца бога огня и мощным ударом отрубает Эмму голову. Поезд сходит с путей и падает на землю. |    |                                                                                   |                                 |                                  |                 |        |
| 32 | 6  | Акадза (猗窩座)                                                                   | Хидэки Хосокава                 | Харуо Сотодзаки                  | 21 ноября 2021  | 6,6 %  |
| Когда поезд сходит с путей, Эмму рассыпается в прах. Тандзиро страдает от ранения, но ему удаётся стабилизировать дыхание под руководством Кёдзюро. Их встречает третий демон молодой луны, Акадза, пытающийся уговорить Кёдзюро обратиться в демона, чтобы достичь бессмертия и большего могущества, почувствовав его мощь. Оправдывая свою верность истребителя, он тут же отказывается и вступает с демоном в смертельный бой. Он приказывает Тандзиро и Иноскэ не вмешиваться. Несмотря на неимоверные силу и скорость Кёдзюро, Акадза поражает его своими уникальными боевыми искусствами и мощной регенерацией, нанося Кёдзюро несколько ран. Тандзиро и Иноскэ не в состоянии что-либо предпринять и вынуждены лишь наблюдать издалека. |    |                                                                                   |                                 |                                  |                 |        |
| 33 | 7  | Разожги в сердце пламя «Кокоро о моясэ» (心を燃やせ)                              | Харуо Сотодзаки                 | Харуо Сотодзаки                  | 28 ноября 2021  | 6,5 %  |
| Собрав всё, что осталось, Кёдзюро предпринимает последнюю попытку атаковать Акадзу, моментально поражая его. Однако Акадза смертельно ранит его и убегает с приходом рассвета. В порыве ярости Тандзиро со всей силы бросает свою катану в Акадзу, который продолжает убегать, пока Тандзиро обвиняет его за это в трусости. Пока Кёдзюро поддаётся своим ранениям, он доверяет Тандзиро навестить его брата и отца. Он признаёт Нэдзуко одной из истребителей и просит Тандзиро «разжечь в сердце пламя». Он видит дух своей гордой матери и спокойно умирает, что опустошает Тандзиро и Иноскэ. Другие столпы узнают о гибели Кёдзюро, а глава истребителей, Кагая, поощряет его за то, что не позволил умереть ни одному пассажиру или товарищу. |    |                                                                                   |                                 |                                  |                 |        |
| Квартал красных фонарей |    |                                                                                   |                                 |                                  |                 |        |
| 34 | 8  | Звуковой столп, Тэнгэн Удзуй «Он басира Удзуй Тэнгэн» (音柱・宇髄天元)            | - Синъя Симомура - Кэй Цунэмацу | Такаси Сухара                    | 5 декабря 2021  | 9,2 %  |
| Акадза встречается с Мудзаном, отныне находящимся в теле маленького мальчика и разочарованным тем, что из четырёх истребителей Акадзе удалось убить только Кёдзюро. Акадза клянётся убить Тандзиро, а последний тем временем отправляется на встречу с младшим братом Кёдзюро, Сэндзюро, и их отцом. Отец, бывший пламенный столп и алкоголик, ненавидящий истребителей и считающий своих сыновей разочарованиями, насильственно отказывает Тандзиро в приёме. Тем не менее, увидев серьги Тандзиро, он сообщает, что тот является носителем самой первой техники дыхания, известной как «дыхание дня». Тандзиро бьёт его головой за неуважение по отношению к Кёдзюро и выводит его из сознания. Позднее Сэндзюро благодарит Тандзиро за передачу посланий от брата. Спустя четыре месяца после смерти Кёдзюро Тандзиро, Дзэницу и Иноскэ в сопровождении звукового столпа Тэнгэна Удзуя отправляются на новое задание — им нужно попасть в Ёсивару, знаменитый «квартал красных фонарей», где предположительно скрываются демоны. |    |                                                                                   |                                 |                                  |                 |        |
| 35 | 9  | Проникновение в квартал «Ю:каку сэнню:» (遊郭潜入)                                | Такаси Сухара                   | Такаси Сухара                    | 12 декабря 2021 | 8,7 %  |
| С целью расследования предполагаемого присутствия в Ёсиваре демона Тэнгэн отправил туда своих трёх жён, чтобы те внедрились в три крупнейших Дома куртизанок в квартале. Перестав получать от них послания, он начал волноваться за их безопасность. Тэнгэн наряжает Тандзиро, Дзэницу и Иноскэ в девушек и продаёт их в те Дома, где содержались его жёны, чтобы разузнать об их судьбе и местонахождении. Пусть и с большим трудом, всех троих истребителей удаётся устроить на работу в Дома. Пока Тэнгэн осматривает квартал с крыш, становится известно, что Макио, одну из жён Тэнгэна, удерживают в заложниках в закрытой комнате в доме Иноскэ, где она связана множеством оби и допрашивается таинственным женским голосом. |    |                                                                                   |                                 |                                  |                 |        |
| 36 | 10 | Кто ты? «Нанимоно?» (何者？)                                                      | Акихико Уда                     | Такаси Сухара                    | 19 декабря 2021 | 8,5 %  |
| Иноскэ отправляется осматривать комнату Макио, ожидая встретить там демона, но видит, что она разодрана и пустует. Тем не менее, он быстро чувствует, как нечто передвигается по потолку и стенам, и отправляется в погоню, которая ни к чему не приводит. Тем временем в своём Доме Дзэницу спасает девочку от наказания Варабихимэ, красивой, но грозной ойран из Дома. Дзэницу распознаёт в ней демона, но она в гневе нападает на него. За несколько дней до того госпожа дома противостояла Варабихимэ, узнав о её подлинной личности, но Варабихимэ убила её, сбросив на землю с большой высоты. Когда Варабихимэ вернулась в здание, её встретил Мудзан. Мудзан похвалил демона, отметив её силу и красоту, и обратился к ней по имени: на самом деле её зовут Даки и она — шестая молодая луна. Позднее Дзэницу просыпается и девочки, которых он защищал, благодарят его за то, что тот стоял на своём. Когда они уходят, Даки втихаря похищает Дзэницу. |    |                                                                                   |                                 |                                  |                 |        |
| 37 | 11 | Этой ночью «Конъя» (今夜)                                                         | Хидэки Хосокава                 | - Такуя Нонака - Харуо Сотодзаки | 26 декабря 2021 | 7,4 %  |
| Тандзиро и Иноскэ встречаются, чтобы обменяться информацией, но Тэнгэн прерывает их разговор. Поняв, что Дзэницу пропал, Тэнгэн отказывается от помощи Тандзиро и Иноскэ, не желая заставлять их рисковать своими жизнями ради его целей. Они отказываются подчиняться и готовятся к битве. Раскрывая себя, Тандзиро разговаривает с ойран своего Дома, которая всё это время знала о том, что он — мужчина, и прощается с ней. Тем временем Тэнгэн расспрашивает хозяина Дома Дзэницу, угрожая ему ножом, чтобы узнать больше о демоне. Едва покинув Дом, Тандзиро чувствует исходящий оттуда запах и решает вернуться, но там его встречает Даки, поглотившую ойран в свой пояс. Начинается битва, в которой Даки легко пересиливает Тандзиро ударами своих многочисленных поясов. От её атак рвётся одна из лямок на ящике Нэдзуко, из-за чего Тандзиро вынужден снять его и оставить в стоячем положении. Понимая, что она — сильнейший на данный момент демон из тех, с которыми ему приходилось сражаться, Тандзиро готовится принять бой с Даки в одиночку. |    |                                                                                   |                                 |                                  |                 |        |
| 38 | 12 | Блестящий выход «Дохадэ ни ику дзэ!!» (ド派手に行くぜ‼)                           | Такуя Нонака                    | - Такуя Нонака - Харуо Сотодзаки | 2 января 2022   | 7,7 %  |
| Тэнгэн находит на окраине квартала Хинацуру, которая отравила себя, чтобы сбежать, но по-прежнему не могла связаться с ним. Тандзиро пытается использовать в бою с Даки танец бога огня, но понимает, что его усталость мешает ему нормально сражаться. Тем временем Иноскэ обнаруживает под своим домом невероятно узкий туннель, ведущий в пещеру, где Даки удерживает пойманных в её пояс жертв. Пояс оказывается живым существом, способным функционировать независимо от тела Даки; Иноскэ сперва пытается разрезать его, но потом всё же решает освободить пленных. Несмотря на усталость, ему удаётся освободить Суму и Макио, — двоих жён Тэнгэна — а также Дзэницу, которые помогают ему в бою, после чего к ним присоединяется сам Тэнгэн. |    |                                                                                   |                                 |                                  |                 |        |
| 39 | 13 | Слои воспоминаний «Касанару киоку» (重なる記憶)                                   | Дзюнъити Минамино               | Такахиро Миура                   | 9 января 2022   | 7,5 %  |
| В процессе битвы Даки провоцирует серьёзные разрушения в квартале, вследствие которых гибнут мирные жители. Разъярённый Тандзиро отвечает серией атак танца бога огня и практически ранит её шею, но Даки спасается, превращая шею в пояс и усложняя процесс её прорезания. Бой продолжается, и Даки видит давние воспоминания о похожем на Тандзиро человеке, которые, как она считает, передались ей от Мудзана вместе с его кровью. Очередным шквалом атак Тандзиро вновь практически разрезает шею Даки; однако он сражался без дыхания, и видение в лице его покойной сестры спасает его от асфиксии. Он падает, изо всех сил стараясь дышать. Когда Даки подходит к раненому Тандзиро, появляется Нэдзуко и пинком уничтожает её голову. Даки вспоминает, как Мудзан назвал Нэдзуко демоном-изгоем, которого необходимо убить, и начинает сражаться с ней. Даки с лёгкостью перерубает Нэдзуко надвое, но через несколько секунд та уже оказывается цела. Нэдзуко снимает свой бамбуковый кляп, прокусив его насквозь, видоизменяет своё тело и встаёт напротив Даки, наполненная яростью. |    |                                                                                   |                                 |                                  |                 |        |
| 40 | 14 | Перемена «Хэнбо:» (変貌)                                                          | Сэйдзи Харада                   | Такахиро Миура                   | 16 января 2022  | 8,3 %  |
| Нэдзуко сражается с Даки и, несмотря на свои множественные травмы, восстанавливается практически сразу, вследствие чего удивлённая Даки понимает, что способности Нэдзуко к регенерации более развиты, чем её собственные. Нэдзуко побеждает Даки и швыряет её в жилой дом. Во время исцеления она замечает, как у одного из горожан идёт кровь. Ослеплённая яростью и демоническими инстинктами, она нападает на человека, но её вовремя останавливает Тандзиро. Вскоре прибывает Тэнгэн и без труда лишает Даки головы, сомневаясь в том, что она столь же могущественна, как она сама заявляет. Тем не менее, Даки не умирает. Вместо этого она ноет и плачет, вследствие чего из её тела выходит её брат Гютаро. Гютаро, также занимающий пост шестой молодой луны, возвращает голову Даки на место и, завидуя приятной внешности Тэнгэна, сражается с ним, используя свои серпы и Магию крови. Поражённый, Тэнгэн старается отстоять свою честь, защищая горожан, когда Даки и Гютаро нападают вместе. Тандзиро удаётся успокоить Нэдзуко, и как раз в это время на подмогу прибывают Дзэницу и Иноскэ. |    |                                                                                   |                                 |                                  |                 |        |
| 41 | 15 | Сбор «Сю:кэцу» (集結)                                                             | Кэн Такахаси                    | Кэн Такахаси                     | 23 января 2022  | 7,5 %  |
| Отнеся Нэдзуко в безопасное место, Тандзиро сосредотачивается на битве, игнорируя свои травмы. Тэнгэн обменивается колкостями с Даки и Гютаро, оспаривая их убеждения. В молодости Тэнгэн жестоко тренировался под руководством отца, чтобы стать членом синоби, и желая избежать участи своего выжившего брата, он обратился к Кагае, посоветовавшем ему отпустить своё прошлое. В процессе боя он разделяет брата и сестру, но понимает, что Гютаро отравил его своим ранним порезом. К Тэнгэну присоединяются Тандзиро, Дзэницу и Иноскэ, которых он поощряет и вводит в курс дела. Сума и Макио эвакуируют жителей квартала, а выздоровевшая Хинацуру присоединяется к битве. Планируя обезглавить демонов одновременно, они разделяются: Даки сражается с Дзэницу и Иноскэ, а Гютаро — с Тэнгэном и Тандзиро. Синхронизируя свои силы и сражаясь как один, молодые луны поражают истребителей. Поняв, что дыхание воды более эффективно использовать при обороне, Тандзиро удаётся отбиваться от атак Гютаро. Хинацуру вступает в бой и стреляет в Гютаро зашнурованными глицинией кунаями, позволяя Тэнгэну и Тандзиро приблизиться к его шее. |    |                                                                                   |                                 |                                  |                 |        |
| 42 | 16 | Чтобы победить молодую луну «Дзё:гэн но они о таоситара» (上弦の鬼を倒したら)     | Дзюнъити Минамино               | Харуо Сотодзаки                  | 30 января 2022  | 8,2 %  |
| Гютаро нейтрализует действие яда из глицинии и восстанавливает свои ноги. С помощью своей Магии крови он отражает удары Тэнгэна и хватает Хинацуру. Видя угрозу для её жизни и слыша мольбы Тэнгэна, Тандзиро совмещает танец бога огня и дыхание воды, выпуская весьма быстрый заряд энергии, и спасает её. Тэнгэн выражает свою благодарность и вместе с ним пытается обезглавить Гютаро, пока Дзэницу и Иноскэ отбиваются от поясов Даки. Гютаро не даёт клинкам себя коснуться и вновь использует свою Магию крови, заставляя их с Тэнгэном отскочить в сторону, чтобы защитить Хинацуру и Тандзиро. Пока Тэнгэн сражается с Гютаро самостоятельно, Тандзиро присоединяется к Дзэницу и Иноскэ в борьбе против Даки. Согласовывая свои атаки между собой, Тандзиро и Дзэницу расчищают путь для Иноскэ, который своими катанами отрубает Даки голову и убегает вместе с ней, чтобы не дать ей вернуться к телу. Внезапно появляется Гютаро, который протыкает Иноскэ со спины и забирает голову Даки. Тандзиро оборачивается и видит лишь раненого и сражённого Тэнгэна. Опустошённый из-за неспособности помочь им вовремя, Тандзиро замирает; Дзэницу успевает столкнуть его с крыши и спасти от атаки поясом. |    |                                                                                   |                                 |                                  |                 |        |
| 43 | 17 | Ни за что не сдамся «Дзэттай акирамэнай» (絶対諦めない)                           | Тосиюки Сирай                   | Тосиюки Сирай                    | 6 февраля 2022  | 8,5 %  |
| Пережив падение, Тандзиро замечает ящик Нэдзуко и радуется тому, что она цела. Прибывший Гютаро насмехается над ним за его неспособность защитить её и друзей и наносит ему увечья на территории горящего города. Когда Тандзиро оказывается в его власти, Гютаро предлагает ему стать демоном, обещая пощаду; Тандзиро в ответ бьёт его головой и одновременно ранит отравленным кунаем. Обездвижив Гютаро, он вновь пытается обезглавить его с помощью танца бога огня. Даки видит это, но Дзэницу не даёт ей вмешаться, используя самую быструю вариацию первой ката дыхания молнии, чтобы достигнуть её шеи. Гютаро извлекает кунай и восстанавливается. Прежде чем он успевает убить Тандзиро, Тэнгэн, хромающий из-за воздействия яда, вмешивается и сражается с Гютаро, несмотря на свои ранения. Увидев возможность, Тандзиро достигает шеи Гютаро, но тот протыкает его нижнюю челюсть. Собрав все оставшиеся силы, он начинает разрезать его насквозь. Дзэницу лишается движущей силы, пытаясь разрезать шею Даки, но его выручает Иноскэ, который сместил свои внутренние органы на небольшое расстояние до удара, из-за чего Гютаро не попал в его сердце. Истребители одновременно отрубают головы и брату, и сестре, после чего они падают друг против друга. Пока Тандзиро трясётся от яда, Тэнгэн приказывает ему бежать, когда тело Гютаро взрывается и создаёт волны кровавых клинков, уничтожая город. |    |                                                                                   |                                 |                                  |                 |        |
| 44 | 18 | Сколько бы мы ни перерождались «Нандо умарэкаваттэ мо» (何度生まれ変わっても)     | Хидэки Хосокава                 | - Тосиюки Сирай - Такаси Сухара  | 13 февраля 2022 | 9,1 %  |
| Нэдзуко сжигает кровавые лезвия с помощью своей Магии крови. Придя в себя, Тандзиро понимает, что он больше не отравлен, и воссоединяется с Нэдзуко. Он находит Дзэницу, который отводит его к умирающему Иноскэ; Нэдзуко выжигает яд Гютаро, спасая его. Они обнаруживают Тэнгэна в окружении его жён, и его она также спасает. Собираясь покончить с демонами, они находят лужу крови, откуда Тандзиро берёт образец для Тамаё. Застав их посреди спора о том, чья вина в их поражении, и оскорбления отношений, Тандзиро вмешивается, но Даки умирает первой. Гютаро вспоминает о своей человеческой жизни; будучи рождённым в самом бедном районе квартала красных фонарей, он воспринимался окружающими как чудовище из-за своего физического уродства. Он жил в нищете, но всё изменилось с рождением его сестры, Умэ. Она была красивой, и жизнь брата и сестры наладилась. Однако когда ей исполнилось тринадцать, Умэ выколола глаз самураю и за это была сожжена заживо. Гютаро нашёл её тело и был зарезан самураем по просьбе госпожи Умэ. Тем не менее он выжил и убил их обоих. Когда они потеряли надежду на помощь, их встретил тогдашний шестой демон молодой луны, предложивший им обратиться в демонов. Гютаро встречает Умэ в загробном мире, где они мирятся и обещают никогда больше не разлучаться, после чего вместе отправляются в ад; Гютаро наконец рассыпается в прах. Прибывает змеиный столп Обанай Игуро, который с сарказмом поощряет Тэнгэна за убийство молодой луны. Тэнгэн принимает решение уйти в отставку и сообщает о потенциале Тандзиро. Тем временем сильно больной Кагая получает вести о победе и радуется им, выражая свою гордость за троих молодых истребителей и заявляя, что победа над Мудзаном уже близка. В то же время Акадзу призывают в Бесконечную крепость, и он понимает, что убита молодая луна. Тандзиро эмоционально обнимает Дзэницу, Иноскэ и Нэдзуко, радуясь, что битва выиграна. |    |                                                                                   |                                 |                                  |                 |        |

## Выход на носителях

### Японское издание
| Сборник | Сборник                 | Сборник | Эпизоды                                            | Обложка         | Бонусный диск  | Дата выхода     | П.     |
| ------- | ----------------------- | ------- | -------------------------------------------------- | --------------- | -------------- | --------------- | ------ |
|         | Поезд «Бесконечный»     | 1       | 1                                                  | Кёдзюро Рэнгоку | Саундтрек      | 26 января 2022  | [ 20 ] |
| 2       | Поезд «Бесконечный»     | 2—7     | Тандзиро Камадо и Кёдзюро Рэнгоку                  | N/A             | 9 февраля 2022 | [ 21 ]          |        |
|         | Квартал красных фонарей | 1       | 1                                                  | Тэнгэн Удзуй    | Саундтрек      | 23 февраля 2022 | [ 22 ] |
| 2       | Квартал красных фонарей | 2—3     | Тандзиро Камадо, Дзэницу Агацума и Иноскэ Хасибира | Саундтрек       | 30 марта 2022  | [ 23 ]          |        |
| 3       | Квартал красных фонарей | 4—5     | Тандзиро Камадо                                    | Саундтрек       | 27 апреля 2022 | [ 24 ]          |        |
| 4       | Квартал красных фонарей | 6—7     | Нэдзуко Камадо                                     | Саундтрек       | 25 мая 2022    | [ 25 ]          |        |
| 5       | Квартал красных фонарей | 8—9     | Даки и Гютаро                                      | Саундтрек       | 29 июня 2022   | [ 26 ]          |        |
| 6       | Квартал красных фонарей | 10—11   | Тандзиро Камадо и Тэнгэн Удзуй                     | Саундтрек       | 27 июля 2022   | [ 27 ]          |        |

### Английское издание
| Арки | Арки                    | Эпизоды | Дата выхода      | П.     |
| ---- | ----------------------- | ------- | ---------------- | ------ |
|      | Поезд «Бесконечный»     | 1—7     | 27 сентября 2022 | [ 28 ] |
|      | Квартал красных фонарей | 8—18    | 20 декабря 2022  | [ 29 ] |

## Комментарии
1. 1 2  По данным из финальных титров каждого эпизода.
2. 1 2   (яп. 無限列車編 Мугэн рэсся-хэн)
3. 1 2   (яп. 遊郭編 Ю:каку-хэн)
4. ↑  46-минутный специальный эпизод.
5. ↑  Финал сезона — 32-минутный специальный эпизод.